# Magick Brother
Albums de Gong
Camembert électrique
(1971)
Magick Brother, enregistré en 1969 et sorti en 1970, est le premier album du groupe Gong.
Cet album reste à part dans la discographie du groupe car même si la thématique principale est pop et planante, les chansons restent assez folk et acoustiques (Gong song). Il existe aussi une couleur assez jazz voire free jazz (Princess Dreaming) avec des musiciens comme Earl Freeman, Burton Greene, Barre Phillips et bien sûr Didier Malherbe. Il faut rappeler qu'à l'époque le groupe a joué avec Don Cherry et Philly Joe Jones. 
On est quand même déjà dans l'univers « gonguesque » avec cette auto dérision et une autre forme de psychédélisme (Cos You Got Greenhair), différente néanmoins de celle de leurs futurs albums.
Les deux faces du disques sont respectivement sous-titrées Early Morning et Side of the Late Night pour évoquer les deux ambiances différentes exprimées sur chacune d'entre elles.

## Titres
1. Mystic Sister / Magick Brother (6:16)
2. Glad To Sad To Say (2:55)
3. Rational Anthemn (4:10)
4. Chainstore Chant / Pretty Miss Titty (5:19)
5. Fable Of A Fredfish / Hope You Feel Well (3:99)
6. Ego (3:54)
7. Gongsong (3:48)
8. Princess Dreaming (3:52)
9. 5 & 20 Schoolgirls (4:30)
10. Cos You Got Greenhair (5:02)

## Musiciens
- Selon le livret accompagnant l'album ;
Daevid Allen : guitare, basse, chant
Didier Malherbe : flûte, saxophone soprano
Gilli Smyth : chant, space whisper
Rachid Houari : batterie, percussions

### Personnel additionnel
Barre Phillips : contrebasse (4, 10)
Earl Freeman : contrebasse (8), piano (9)
Dieter Gewissler : octobasse (2, 9)
Burton Greene : piano (8)
Tasmin Smyth : chant (1, 10)